# Diskografie Richarda Claydermana
Toto je část diskografie Richarda Claydermana.
- 1977: Eponyme
- 1977: Ballade pour Adeline
- 1978: A Comme Amour - Delphine, LP, CD
- 1978: A Comme Amour - Victor, LP, CD (japonská verze)
- 1979: Lettre A Ma Mere
- 1979: Y Sus Amigos
- 1980: Le Piano Et Les Classiques
- 1980: Les Musique de l'amour
- 1980: Sentimental
- 1981: Rondo Pour Un Tout Petit Enfant
- 1983: A Come Amore
- 1983: A Dream Of Love (music by Robert Stolz)
- 1983: Couleur Tendresse
- 1983: Le premiere cragnin d'Elsa
- 1984: Fragile Heart
- 1985: From Paris With Love
- 1985: Sonata Magic(with Nicolas de Angelis)
- 1985: The Classic Touch
- 1986: Christmas
- 1986: Romantic
- 1987: Eleana
- 1987: Songs Of Love
- 1988: A Little Night Music
- 1988: Deutsche Volkslieder (German traditional)
- 1988: Thailand mon Amour
- 1988: Zodiacal Symphony
- 1989: Anemos
- 1989: Concerto
- 1989: The Christmas Collection
- 1990: Fantastic Movie story of Ennio Morricone
- 1990: Il Y A Toujours Du Soleil(with James Last)
- 1990: RomanticDreams(with James Last)
- 1991: Mis Canciones Favoritas
- 1991: My Classic Collection
- 1991-Serenaden(with James Last)
- 1992: America Latina Vol.2
- 1992: Golden Hearts(with James Last)
- 1992: Meisterstucke II
- 1992: Remembering the Movies
- 1993: Ballade pour Adeline
- 1993: Desperado
- 1994: In Harmony(with James Last)
- 1994: Les Nouvelles Ballades Romantiques
- 1994: My Classic Collection Vol.2
- 1994: One World Of Music
- 1994: Reveries Vol. 1
- 1994: Together at Last(with James Last)
- 1994: When a Man Loves a Woman
- 1995: Amour pour Amour(with Berdien Stenberg
- 1995: Autumnal Prayer
- 1995: Japon mon amour
- 1995: Two Together(with James Last)
- 1996: Love Follow Us
- 1996: Love French Style
- 1996: Mexico Con Amor
- 1996: My Australian Collection
- 1996: Tango
- 1997: Le rendez vous du hazard
- 1997: My Bossa Nova Favorites
- 1997: On TV
- 1997: Scandinavian Collection
- 1997: The Best
- 1998: Chinese Garden 2
- 1998: Chinese Garden(with Shao Rong)
- 1998: Friends France
- 1998: In Amore
- 1998: Latin Passion
- 1998: Romantic America(Romantic Piano)
- 1998: The Best Of ABBA
- 1998: The Best Of Andrew Lloyd Webber
- 1998: The Best Of Carpenters
- 1998: The Best Of Cinema Passion
- 1998: The Best Of Classical
- 1998: The Best Of Love Songs
- 1998: Turquie mon Amour
- 1999: Chansons d'Amour
- 1999: Joue-Moi Tes Reves
- 1999: Omaggio a Lucio Battisti
- 1999: Richard Clayderman
- 1999: Together(with Francis Goya)
- 2000: 101 Solistes Tziganes - Delphine, 3CD  (101 Gypsy Soloists)
- 2000: Hit Collection Vol. 2
- 2000: The Anniversary Collection (5 CD Box Set)
- 2001: Chinese Hits Forever
- 2001: 50 Exitos Romanticos - Divucsa, 3CD
- 2001: Ecos De Brasil
- 2002: 25 Years of Golden Hits - Rock, 2CD
- 2002: Best Friend
- 2002: Everybody Loves Somebody Sometime
- 2002: Golden Collection vol.3
- 2002: La Magia de Richard Clayderman
- 2002: Mysterious Eternity
- 2002: The Confluence(with Rahul Sharma)
- 2003: Antiques Pianos
- 2003: Ballade pour Adeline
- 2003: Classical Passion
- 2003: New Era
- 2003: Romantic Nights
- 2003: Todavia Existe El Amor
- 2003: Treasury Of Love
- 2004: Best Songs
- 2004: Memories As Time Goes By
- 2005: Essential 20
- 2005: 100 Mélodies d'Or - EMI Delphine, 4CD
- 2005: Give A Little Time To Your Love
- 2005: L'Amour de L'Hiver
- 2005: Light My Fire
- 2005: New
- 2005: Sentimental Journey
- 2005: The Piano Man
- 2006: Diamonds Melodies Vol.4
- 2006: Forever My Way
- 2006: From This Moment On
- 2006: Mon Amou
- 2006: Piano
- 2006: Som Livre
- 2007: The Best
- 2007: A Thousand Winds
- 2007: Bon-Bons
- 2007: Broadway Favorites
- 2007: Colorful Favorites
- 2007: Down Under Favorites
- 2007: Exotic Favorites
- 2007: Favorites for Young Lovers
- 2007: For Lovers
- 2007: For Singles
- 2007: French Favorites
- 2007: German Favorites
- 2007: Harmony and More
- 2007: Italian Favorites
- 2007: Light Classics
- 2007: Medleys
- 2007: Movie Favorites
- 2007: Pacific Rim Favorites
- 2007: Some Wet Music
- 2007: Sommer Serenade(with James Last)
- 2008: Standard Music
- 2008: 30 ans - Le chemin de la gloire - Victor, 2CD
- 2008: Confluence II(with Rahul Sharma)
- 2009: Greatest Hits

## Diskografie podle abecedy
| - 25 Years of Golden Hits (2xCD) - 30 ans - Le chemin de la gloire (2 CD - Compilation) - 50 Exitos Romanticos (3xCD) - 100 Mélodies d'Or (4 CD Compilation) - 101 Solistes Tziganes (CD) - A Comme Amour (CD) - A Dream of Love (CD) - A Little Night Music (CD) - A little Romance (CD) - All by myself (2 CD SET) - Always (CD) - América Latina...mon amour (CD) - Amour (CD) - Amour pour amour (CD) - Anemos (CD - Anniversary Collection (5 CD SET) - Antique Pianos (CD) - A Touch of Latino (CD) - Ballade pour Adeline (LP / 33T) - Ballade pour Adeline (1985-CD) - Ballade pour Adeline and other Love Stories (CD) - Best Friend (CD) - Best of Classics (2 CD SET) - Best of Richard Clayderman (CD) - Brazilian Passion (CD) - Para Reynosa tamaulipas - Carpenters Collection (CD) - Chansons d'Amour (2 LP SET) - Chinese Evergreen (CD) - Chinese Garden (CD) - Chinese Garden/Cherished Moments (CD + VCD) - Christmas (LP / 33T) - Christmas Album (CD) - Claire De Lune (3 CD SET) - Classic Touch (CD) - Classics (CD) - Clayderman 2000 (CD) - Coeur Fragile (CD) - Collection, The (CD) - Confluence, The (CD) - Couleur Tendresses (1982,LP / 33T) - Deluxe (2 CD SET) - Desperado (CD) - Deutsche Volkslieder (CD) - Digital Concerto (CD) - Dimanche et fêtes (CD Single) - Ecos de sudamérica (CD) - Ein Träum von Liebe (LP / 33T) - Eléana (LP / 33T) - Eléana (CD) - Encore (CD) - En Venezuela (CD) - Essential (3 CD SET) - Essential Classics (CD) - Everybody Loves Somebody Sometime (CD) | - Fantastic Movie story of Ennio Morricone (CD) - Fifty for Israel (1998, 2 CD SET) - Forever My Way (CD, 2006) - France, mon Amour (CD) - Friends France - Original (CD + VCD) - Friends France (CD + VCD) - From the Heart (LP / 33T) - From this moment on (2006/CD) - Golden Hearts (CD) - Golden Moments (CD) - Hollywood and Broadway (LP / 33T) - Il y a toujours de Soleil au dessus des Nuages (CD) - In amore (CD) (Originally produced (1999) (Polydor Records: 1995-1996) - In Harmony (CD) - In the key of love (2 CD SET) - Introducing Richard Clayderman (CD) - Japon mon Amour (CD) - Joue-moi tes rêves (CD) - Les Musiques de L'amour (LP / 33T) - Les Musiques de L'amour (CD Version) - Les Nouvelles Ballades Romantiques (CD) - Les Rendez Vous de Hasard (CD) - Les Sonates (CD) - Lettre à ma Mère (CD) - Lettre à ma Mère (LP / 33T) - Love, American Style (CD) - Love Collection (CD) - Love Follow Us (CD) - Love Follow Us 2 (CD) - Love, French Style (CD) - Love, Italian Style (CD) - Love Songs of Andrew Lloyd Webber (CD) - Magic of Brazilian Music (CD) - Magic of Richard Clayderman (2 x LP) - Matrimonio D'Amour - Masters of Melody (3 CD SET) - Medley Concerto (LP / 33T) - Meisterstücke (CD) - Memories (DVD / VHS) - Millennium Gold (CD) - Mexico con amor (CD) - Musical Collection (Double CD) - Music of Richard Clayderman (LP / 33T) - My Australian Collection (CD) - My Bossa Nova Favourites (CD) - My Classic Collection (CD) - My favourite Oldies (2 CD SET) - Mysterious Eternity (CD) - New (2005) - New era (CD + VCD) - Number 1 Hits (Double CD) - On TV (CD) - Omaggio (CD) | - Piano et orchestre (CD Version of the Debut Album) - null Piano moods (Double CD) - Plays Abba (CD) - Premiers chagrins d'Elsa, Les (1983, LP/33T) - Quel gran genio del mio amico... (CD) - Remembering the Movies (CD) - Rendez-vous (Produced by COBA) - Rêveries (LP / 33T) - Rêveries No.2 (CD) - Richard Clayderman (1977 Debut album) (LP / 33T) - Richard Clayderman (1982) (LP / 33T) - Richard Clayderman in Concert - Japan (Video) - Richard Clayderman in Concert - England (Video) - Richard Clayderman Plays Abba, The Hits (CD) - Romance and the piano of Richard Clayderman (CD) - Romantic (CD) - Romantic America (Canadian Release) (CD) - Romantic Dreams (CD) - Romantic Nights (CD) One of a 10xCD compilation set from St Clair. - Rondo pour un tout petit enfant (CD) - Scandinavian Collection (CD) - Serenade de l'etoile (Coup de Coeur) (CD) - Smiling Joey (CD Single) - Songs of Love (CD) - Souvenirs (CD) - Stage and Screen (CD) - Sweet Memories (Cassette) - Sweet Memories (LP / 33T) - Tango (CD) - Thailand mon Amour (CD) - The best 100 (CD 2006) - Together (CD) - Together at Last (CD) - Träumereien 3 (CD) - Träummelodien (CD) - Treasury of love (CD) One of a 10xCD compilation set from St Clair. - Turquie mon amour (CD) - Two Together (CD) - Ultimate Collection (4xCD) - Very best of Richard Clayderman (CD) - Very best of Richard Clayderman (DISKY) (3 x CD) - What a wonderful World (2 CD SET) - When a man loves a woman (CD) - When love songs were love songs (CD) - With Love (1988) (LP / 33T) - With Love (1997) (CD) - With Love (1999) (CD) - World Tour (CD) - Zodiacal Symphony (CD) |